# Bana, Komárom-Esztergom
Bana  este un sat în districtul Komárom, județul Komárom-Esztergom, Ungaria, având o populație de 1.655 de locuitori (2011). 

## Demografie
Componența etnică a satului Bana
     Maghiari (93,02%)
     Romi (6,34%)
     Necunoscut (0,19%)
     Alții (0,45%)
Componența confesională a satului Bana
     Romano-catolici (45,8%)
     Reformați (15,59%)
     Fără religie (10,03%)
     Luterani (3,81%)
     Necunoscută (24,05%)
     Alte religii (2,9%)
Conform recensământului din 2011, satul Bana avea 1.655 de locuitori. Din punct de vedere etnic, majoritatea locuitorilor (93,02%) erau maghiari, cu o minoritate de romi (6,34%). Apartenența etnică nu este cunoscută în cazul a 0,19% din locuitori. Nu există o religie majoritară, locuitorii fiind romano-catolici (45,8%), reformați (15,59%), persoane fără religie (10,03%) și luterani (3,81%). Pentru 24,05% din locuitori nu este cunoscută apartenența confesională.